# Mi nombre es Coraje
Mi nombre es Coraje es una telenovela argentina que fue realizada por la extinta productora Crustel S.A. y emitida por el Canal 2 de La Plata entre los años 1987 y 1988.
Protagonizada por los mexicanos Andrés García, Salvador Pineda y el argentino Rubén Ballester. Basada en una historia original de la reconocida escritora y dramaturga brasileña Janete Clair, bajo la adaptación libre del veterano guionista Augusto Giustozzi y la dirección escénica de Roberto Denis, Diana Álvarez y Viviana Guadarrama.

## Trama
La lucha por la libertad y la opresión es el eje de esta historia que cuenta la pasión y la saga de los tres Hermanos Coraje: Juan, Jerónimo y Lalo.
En el provinciano pueblo argentino de San Luis, Juan Coraje descubre un enorme y valioso diamante, que despierta la codicia y la ambición del poderoso Pedro Barros, el corrupto cacique del pueblo, dueño de la mayoría de las minas de la región. Cruel y déspota, mantiene dominado al pueblo y no duda en mandar a matar a quien desobedezca sus órdenes.
Clara es la hija de Pedro. Joven religiosa y tímida, acaba de llegar de la ciudad y se horroriza al ver las crueldades que comete su padre y el comportamiento libertino de su madre, Estrella. Producto de esto, la recatada joven sufre una crisis que le provoca una enfermedad de personalidad múltiple, dejando aflorar así a la impetuosa y sensual Diana. El destino hace que Juan conozca a Clara y se enamore de ella, pero también acaba por confundirlo, dado que ella se presente como la sensual Diana y una tercera persona, la equilibrada Marcia, lo que hace que Juan termine atraído por las tres. A esto se suma la ira de Pedro al descubrir la relación de su hija con Juan, lo que no hará más que acrecentar su odio hacia los Coraje.
Jerónimo, por su parte encuentra en el movimiento político de oposición una salida para dar fin a los atropellos de Pedro Barros. Mientras, vive un amor prohibido con su hermana de crianza, la india Lina Potira, quien además es la mujer que su mejor amigo ama. Por ello se relaciona con la hija de un político local por conveniencia, sin embargo se da cuenta de que su verdadero amor es la joven india y por ella está dispuesto a enfrentar todas las adversidades.
Lalo es el menor de los hermanos. El dejó Río Escondido hace mucho tiempo para hacer fama como jugador de fútbol en la capital. Ahora, de vuelta en su pueblo natal se reencuentra con Rita Massiel, la hermosa hija del médico del pueblo que fue su novia de infancia. Se hacen novios nuevamente, pese a que en la capital se comprometió con otra muchacha, Paula. Pero la situación se complica cuando Rita sale embarazada y sus padres obligan a Lalo a casarse con ella. Esto le traerá más de un obstáculo, pues él ahora es una estrella del fútbol y admirado por todos en el pueblo. Pero su ambición lo llevará a abandonar a Rita y devolverse a la capital para consagrarse como jugador y para volver con Paula.

## Elenco
- Andrés García ... Juan Coraje
- Salvador Pineda ... Jerónimo Coraje
- Rubén Ballester ... Eduardo "Lalo" Coraje
- Aldo Barbero ... Pedro Barros
- Adrián Blanco ... José "Pepe"
- Abel Sáenz Buhr ... Padre Benito
- Andrea Barbieri ... Rita
- Armando Capo ... Francisco
- Guillermo Marín ... Intendente
- Pachi Armas ... Lorenzo
- Silvia Baylé ... Celia
- Elsa Bérenguer ... Malva
- Elvio Galván ... Pancho
- Marta Betoldi ... Paula
- Joaquín Piñón ... Sebastián
- Pablo Brichta ... José
- Rodolfo Brindisi ... Dr. Massiel
- Víctor Bruno ... Falcón
- María Bufano ... Juana
- María Rosa Gallo ... Ana
- Hugo Castro ... Braulio
- Marta Cerain ... Estela
- Menchu Quesada ... Manuela
- Elvio Galván ... Pancho
- Carlos La Rosa ... Hernani
- Liliana Lavalle ... Lina
- Nya Quesada ... Dominga
- Patricia Viggiano ... Clara
- Horacio Diana ... Dr. Márquez
- Roxana Testa ... Aurora
- Marcos Woinsky ... Otto
- Tony Vilas ... Rodrigo
- Víctor Bruno ... Falcón
- Adolfo Yanelli
- Alicia Anderson
- Graciela Baduan
- Nené Malbrán
- Nora Núñez
- Norberto Gonzalo
- Susana Cart
- Walter Ferreyra Ramos
- Walter Soubrié

## Versiones
- Mi nombre es Coraje estuvo basada en la novela brasileña Irmãos Coragem de Janete Clair. Del argumento original se han realizado para la televisión las siguientes versiones:

En Brasil:
- Irmãos Coragem producida por Rede Globo entre los años 1970 y 1971. Protagonizada por Tarcisio Meira, Claudio Cavalcanti, Gloria Menezes y Claudio Marzo.
- Irmãos Coragem producida por Rede Globo en 1995. Protagonizada por Marcos Palmeira, Marcos Winter, Ilya São Paulo y Leticia Sabatella.

En México y Perú:
- Hermanos Coraje coproducida por Panamericana Televisión de Perú y la extinta Televisión Independiente de México en 1972. Protagonizada por Jaime Fernández, Jorge Lavat, Julissa y Fernando Larrañaga.